# Accrington Football Club
Accrington Football Club a fost un club de fotbal cu sediul în orașul Accrington, Lancashire, Anglia, fondat în anul 1876. 
Accrington Football Club este unul din membri fondatori ai Football League (1888–1892).

## Performanță
| Sezon                       | Div.                        | Pos.                        | Pl. | W  | D  | L  | GS  | GA  | P   | Domestic Cup | Notes        |
| --------------------------- | --------------------------- | --------------------------- | --- | -- | -- | -- | --- | --- | --- | ------------ | ------------ |
| 1887–88                     | -                           | -                           | -   | -  | -  | -  | -   | -   | -   | Third Round  |              |
| 1888–89                     | 1st                         | 7                           | 22  | 6  | 8  | 8  | 48  | 48  | 20  | First Round  |              |
| 1889–90                     | 1st                         | 6                           | 22  | 9  | 6  | 7  | 53  | 56  | 24  | Second Round |              |
| 1890–91                     | 1st                         | 10                          | 22  | 6  | 4  | 12 | 28  | 50  | 16  | Second Round |              |
| 1891–92                     | 1st                         | 11                          | 26  | 8  | 4  | 14 | 40  | 78  | 20  | Second Round |              |
| 1892–93                     | 1st                         | 15                          | 30  | 6  | 11 | 13 | 57  | 81  | 23  | Second Round | Relegated[1] |
| 1893–94                     | -                           | -                           | -   | -  | -  | -  | -   | -   | -   | First Round  |              |
| All-time League results:[2] | All-time League results:[2] | All-time League results:[2] | 123 | 35 | 33 | 55 | 226 | 314 | 103 |              |              |
| All-time FA Cup results:[3] | All-time FA Cup results:[3] | All-time FA Cup results:[3] | 14  | 5  | 2  | 7  | 24  | 29  | 12  |              |              |